# Giulia Gwinn
Giulia Gwinn (Tettnang, 2 juli 1999) is een Duits voetbalspeelster.
Gwinn begon op achtjarige leeftijd in haar woonplaats bij TSG Ailignen, en speelde daarna voor VfB Friedrigshafen en FV Ravensburg. Bij Ravensburg was niet voldoende B-jeugd, en ging Gwinn naar SV Weingarten.
Tot en met SV Weingarten speelde Gwinn bij de jongens in de B-jeugd, tot ze werd overgenomen door SC Freiburg. 
In de zomer van 2019 zal Gwinn voor drie seizoenen voor FC Bayern gaan spelen.

## Statistieken
| Seizoen | Club      | Land      | Competitie | Wedstrijden | Doelpunten |
| ------- | --------- | --------- | ---------- | ----------- | ---------- |
| 2015/16 | Freiburg  | Duitsland | Bundesliga | 10          | 2          |
| 2016/17 | Freiburg  | Duitsland | Bundesliga | 20          | 5          |
| 2017/18 | Freiburg  | Duitsland | Bundesliga | 19          | 7          |
| 2018/19 | Freiburg  | Duitsland | Bundesliga | 22          | 8          |
| 2019/20 | FC Bayern | Duitsland | Bundesliga | 14          | 1          |
| 2020/21 | FC Bayern | Duitsland | Bundesliga | 2           | 8          |
| 2021/22 | FC Bayern | Duitsland | Bundesliga | 20          | 7          |
| 2022/23 | FC Bayern | Duitsland | Bundesliga | 3           | 5          |
| 2023/24 | FC Bayern | Duitsland | Bundesliga | 10          | 2          |
| Totaal  | Totaal    | Totaal    | Totaal     | 120         | 31         |

Laatste update: jan 2024

## Interlands
In 2013 speelde Gwinn haar eerste internationale wedstrijd voor het Duitse O15-team. In 2017 werd ze geselecteerd voor het reguliere Duitse nationale elftal. Op het WK 2019 in Frankrijk scoorde Gwinn de 1 - 0 als winnende doelpunt in de eerste wedstrijd voor Duitsland tegen China. Tevens werd haar de FIFA Young Player Award toegekend.

## Privé
Gwinn is de jongste van vier kinderen in de familie. Als kind beoefende ze handbal en taekwondo, maar ging door haar oudere broers voetballen.